# Joseph Sain
Pour les articles homonymes, voir Sain.
Joseph Sain (21 juin 1633, Tours - 18 octobre 1708, Tours), est un religieux français, fondateur et supérieur de la Congrégation des Filles de l'Union chrétienne à Tours.

## Biographie
D'une famille noble, fils de Claude Sain, seigneur de Bois-le-Comte, avocat du roi au bureau des finances de Tours, et de Marie Taschereau de Baudry, et petit-fils du maire René Sain, il fait ses humanités au collège de Pontlevoy, puis il étudie le droit à Paris, son père le destinant à lui succéder en qualité d'avocat du roi au bureau des finances.
Souhaitant opter pour l'état ecclésiastique, il dirige ses études en conséquence, devient docteur en théologie, et entre dans les ordres en 1655. Mgr Victor Le Bouthillier, archevêque de Tours, le choisit alors comme chanoine et théologal de son église.
Connaissant Mgr François Pallu, également originaire de Tours, il s'occupe de jeter les fondements de l'Union chrétienne avec l'abbé de Laval.
Il se retire un temps à Rouen, chez les Eudistes, et se charge de quatre missions en Normandie avec le supérieur de ce séminaire.
L'archevêque de Tours le rappelle alors dans sa ville pour y établir un séminaire qu'il dirigea, puis il fonde l'Union chrétienne, avec le consentement de Mgr Amelot. Il en assure les fonctions de supérieur durant trente-deux ans. Il fonde ensuite un autre séminaire dans sa propriété de Bois-le-Comte, à Cinq-Mars-la-Pile.